# SCAMP (computer)
Lo SCAMP, acronimo di Special Computer APL Machine Portable, è un prototipo di personal computer realizzato dalla IBM nel 1973. È uno dei primi computer portatili della storia, sebbene viste le dimensioni e la necessità di alimentazione elettrica si possa definire un "trasportabile" più che un portatile in senso moderno. È il primo personal computer prodotto dalla IBM (allora dedita a sistemi più grandi); sebbene mai messo in commercio, rappresenta un evento rilevante nella storia del computer e segnò l'inizio di un periodo di presenza importante dell'azienda anche nel settore personal.

## Storia
Nel tardo 1972 la IBM General Systems Division di Atlanta chiese all'IBM Scientific Center di Palo Alto di sviluppare un prodotto che desse rilievo al linguaggio di programmazione APL. Nel gennaio 1973 Paul J. Friedl, a capo del progetto nel centro di Palo Alto, propose alla direzione IBM di realizzare un computer portatile, ma comunque abbastanza potente da emulare l'esecuzione del linguaggio APL sul ben più grande minicomputer IBM 1130. L'azienda non fu molto entusiasta dell'idea e concesse a Friedl solo sei mesi per lo sviluppo di un prototipo. Messo alle strette, Friedl coinvolse una decina dei migliori programmatori IBM e altri centri di ricerca dell'azienda, in modo poco ortodosso, ottenendo varie componenti del computer da materiale esistente dei centri IBM e anche da prodotti disponibili sul mercato esterno. Si riuscì a rispettare i tempi e a presentare alla dirigenza direttamente un prototipo utilizzabile. Secondo la rivista PC World, uno dei dirigenti fu colpito ed esclamò che "questa cosa fa quasi tutto quello che fa un computer".
Friedl e i suoi colleghi mostrarono lo SCAMP in funzione in più di 100 dimostrazioni. Sullo schermo, un menù indicava i possibili utilizzi della macchina: come calcolatrice, per l'analisi finanziaria, la pianificazione progettuale, l'esercitazione educativa, l'analisi ingegneristica o l'analisi statistica.
Lo SCAMP rimase allo stadio di prototipo, ma fece da base per l'IBM 5100, un trasportabile basato su PALM e commercializzato nel 1975, a sua volta un predecessore del celebre PC IBM. Quest'ultimo ebbe una storia produttiva simile a quella dello SCAMP, con tempi ristretti e utilizzo di componenti esistenti. Alcuni considerano lo SCAMP un progenitore diretto del PC IBM.

## Caratteristiche
Lo SCAMP è un computer sotto forma di una valigetta con manico, dotato di un'innovativa combinazione integrata di tastiera alfanumerica, registratore a cassette come memoria di massa, piccolo schermo a tubo catodico e pannello frontale con controlli e porte. Il computer si piega in parte per entrare nella forma della valigetta durante il trasporto, mentre durante l'uso la parte superiore, comprendente lo schermo, va estratta e spunta fuori.
Il cuore del sistema è il PALM, un circuito stampato che fa da microprocessore, contenente 13 gate array bipolari e 3 circuiti TTL, con bus a 16 bit. I componenti preesistenti utilizzati includono tubo catodico della Bell Brothers Inc., registratore a cassette della Norelco, tastiera della IBM di Raleigh, schede di memoria di IBM Germania, e scheda PALM della IBM di Boca Raton.